# 서울불교대학원대학교
서울불교대학원대학교(서울佛敎大學院大學校, Seoul University of Buddihism)는 대한민국 서울특별시 금천구에 위치한 사립 대학원대학이다.

## 연혁
2002년 5월 3일, 학교법인 보문학원에 의하여 서울불교대학원대학교가 설립되었다. 2002년 9월 2일 개교하였다. 

## 개설학과
서울불교대학원대학교는 전문대학원 과정으로, 석사 3학과, 박사 3학과를 지원하고 있다.

## 같이 보기
- 동방문화대학원대학교 (명상심리상담학과)
- 서울상담심리대학원대학교 (구 용문상담심리대학원대학교. 상담심리학과.)
- 한국상담대학원대학교 (상담학과)
- 치유상담대학원대학교 (가족상담학과, 기독교전인치유상담학과)